# بی‌یواکس
بی‌یواکس (انگلیسی: BUX) شاخص بازار بورس بوداپست است، که از سال ۱۹۹۱ راه‌اندازی شد و هم‌اکنون از ۲۵ شرکت تشکیل می‌شود. 